# Tweede divisie 1957/58
Het seizoen 1957/58 was het tweede seizoen in het bestaan van de Nederlandse Tweede divisie. De voetbalcompetitie, georganiseerd door de Koninklijke Nederlandse Voetbalbond (KNVB), was het derde en laagste niveau binnen het Nederlandse betaald voetbal.
De Tweede divisie was net als in het voorgaande seizoen geografisch opgedeeld in twee afdelingen; de Tweede divisie A die ploegen uit het westen en zuiden van Nederland bevatte en de Tweede divisie B waarin ploegen uit het noorden en oosten speelden. De kampioenen van beide afdelingen promoveerden naar de Eerste divisie. Er vond geen degradatie plaats. TOP uit Oss was na afloop van het voorgaande seizoen vrijwillig teruggekeerd naar het amateurvoetbal.

## Tweede divisie A

### Deelnemende teams
De Tweede divisie A, met ploegen uit het westen en zuiden van Nederland, was grotendeels gelijk aan de Tweede divisie B van seizoen 1956/57. Kampioen RBC was gepromoveerd naar de Eerste divisie en N.E.C. was dit seizoen ingedeeld in de Tweede divisie B. TOP uit Oss, de nummer laatst van het voorgaande seizoen, had na twee seizoenen betaald voetbal wegens een gebrek aan toeschouwers en financiële middelen besloten terug te keren naar het amateurvoetbal. Degradanten EBOH en Emma, beiden uit Dordrecht, waren aan de Tweede divisie A toegevoegd.
ZFC, in 1956/57 nog tweede, kon na 23 van de 26 wedstrijden het kampioenschap vieren en wist daarmee promotie naar de Eerste divisie te bewerkstelligen.
| Club       | Plaats           | Accommodatie           | Capaciteit | Trainer             |
| ---------- | ---------------- | ---------------------- | ---------- | ------------------- |
| Baronie    | Breda            | Fatimastraat           | 8.600      | Wim van Ierssel     |
| DHC        | Delft            | Laan van Vollering     | 15.000     | Wim de Smit         |
| DOSKO      | Bergen op Zoom   | Rozenoord              | 16.000     | Anton de Man        |
| EBOH       | Dordrecht        | Zuidendijk             | 8.500      | Hugo van der Moer   |
| Emma       | Dordrecht        | Reeweg                 | 12.000     | Jan van Buijtenen   |
| 't Gooi    | Hilversum        | Gemeentelijk Sportpark | 16.000     | Joop de Busser      |
| Hilversum  | Hilversum        | Gemeentelijk Sportpark | 16.000     | Jan Vonk            |
| LONGA      | Tilburg          | Aan de spoorbrug       | 15.000     | Friedrich Donenfeld |
| ONA        | Gouda            | Walvisstraat           | 4.000      | János Kovács        |
| UVS        | Leiden           | Wassenaarseweg         | 9.700      | Piet Kantebeen      |
| De Valk    | Valkenswaard     | Leenderweg             | 900        | Sam Wadsworth       |
| Wilhelmina | 's-Hertogenbosch | De Wolfsdonken         | 6.000      | Győző Ertinger      |
| Zeist      | Zeist            | De Koeburg             | 600        | Wim Vaal            |
| ZFC        | Zaandam          | Westzanerdijk          | 10.000     | Dick Brinkhuis      |

### Eindstand
| pos | club       | gs | w  | g | v  | pnt | dv | dt | ds  |
| --- | ---------- | -- | -- | - | -- | --- | -- | -- | --- |
| 1.  | ZFC        | 26 | 17 | 5 | 4  | 39  | 59 | 23 | 36  |
| 2.  | Wilhelmina | 26 | 13 | 7 | 6  | 33  | 79 | 51 | 28  |
| 3.  | Hilversum  | 26 | 13 | 6 | 7  | 32  | 52 | 37 | 15  |
| 4.  | De Valk    | 26 | 11 | 9 | 6  | 31  | 55 | 39 | 16  |
| 5.  | UVS        | 26 | 13 | 5 | 8  | 31  | 52 | 37 | 15  |
| 6.  | 't Gooi    | 26 | 11 | 8 | 7  | 30  | 62 | 40 | 22  |
| 7.  | Zeist      | 26 | 11 | 4 | 11 | 26  | 54 | 59 | -5  |
| 8.  | Baronie    | 26 | 8  | 8 | 10 | 24  | 44 | 61 | -17 |
| 9.  | LONGA      | 26 | 8  | 7 | 11 | 23  | 39 | 43 | -4  |
| 10. | Emma       | 26 | 7  | 8 | 11 | 22  | 38 | 53 | -15 |
| 11. | EBOH       | 26 | 7  | 7 | 12 | 21  | 37 | 52 | -15 |
| 12. | ONA        | 26 | 8  | 5 | 13 | 21  | 33 | 64 | -31 |
| 13. | DOSKO      | 26 | 6  | 4 | 16 | 16  | 49 | 64 | -15 |
| 14. | DHC        | 26 | 4  | 7 | 15 | 15  | 29 | 59 | -30 |

### Legenda
| Kleur | Kwalificatie voor               |
| ----- | ------------------------------- |
|       | Promotie naar de Eerste divisie |

### Uitslagen
|            | BAR   | DHC   | DSK   | EBO   | EMA   | TGO   | HIL   | LON   | ONA   | UVS   | VAL   | WLM   | ZEI   | ZFC   |
| ---------- | ----- | ----- | ----- | ----- | ----- | ----- | ----- | ----- | ----- | ----- | ----- | ----- | ----- | ----- |
| Baronie    |       | 4 – 1 | 1 – 2 | 0 – 1 | 2 – 0 | 2 – 1 | 0 – 0 | 1 – 1 | 3 – 2 | 2 – 1 | 1 – 6 | 2 – 2 | 5 – 3 | 1 – 0 |
| DHC        | 5 – 3 |       | 0 – 0 | 2 – 1 | 0 – 1 | 3 – 1 | 2 – 2 | 1 – 1 | 1 – 1 | 0 – 3 | 1 – 1 | 2 – 1 | 2 – 4 | 1 – 3 |
| DOSKO      | 5 – 3 | 3 – 1 |       | 3 – 4 | 2 – 1 | 2 – 3 | 0 – 3 | 1 – 3 | 3 – 0 | 0 – 1 | 2 – 4 | 1 – 3 | 3 – 4 | 1 – 3 |
| EBOH       | 1 – 5 | 1 – 1 | 2 – 1 |       | 1 – 1 | 1 – 1 | 1 – 2 | 1 – 1 | 1 – 4 | 1 – 1 | 3 – 3 | 6 – 1 | 1 – 4 | 1 – 0 |
| Emma       | 2 – 2 | 1 – 0 | 4 – 4 | 3 – 1 |       | 1 – 1 | 3 – 2 | 0 – 1 | 0 – 3 | 1 – 4 | 1 – 1 | 1 – 1 | 1 – 3 | 0 – 0 |
| 't Gooi    | 5 – 0 | 2 – 2 | 4 – 0 | 1 – 2 | 2 – 3 |       | 3 – 3 | 2 – 1 | 1 – 1 | 6 – 2 | 3 – 1 | 5 – 1 | 4 – 0 | 0 – 1 |
| Hilversum  | 4 – 1 | 4 – 0 | 4 – 1 | 1 – 0 | 1 – 2 | 3 – 0 |       | 3 – 1 | 3 – 1 | 2 – 0 | 1 – 1 | 2 – 3 | 1 – 2 | 1 – 0 |
| LONGA      | 2 – 2 | 5 – 1 | 2 – 1 | 0 – 1 | 4 – 1 | 1 – 2 | 1 – 3 |       | 0 – 1 | 2 – 1 | 1 – 1 | 1 – 0 | 1 – 1 | 2 – 3 |
| ONA        | 0 – 0 | 3 – 2 | 2 – 6 | 2 – 2 | 2 – 2 | 1 – 4 | 1 – 2 | 2 – 1 |       | 1 – 4 | 1 – 2 | 0 – 5 | 1 – 0 | 0 – 7 |
| UVS        | 4 – 0 | 1 – 0 | 2 – 2 | 2 – 0 | 1 – 4 | 3 – 1 | 4 – 0 | 2 – 0 | 0 – 1 |       | 2 – 1 | 3 – 1 | 3 – 3 | 1 – 3 |
| De Valk    | 1 – 1 | 2 – 0 | 3 – 3 | 2 – 1 | 3 – 2 | 3 – 3 | 5 – 2 | 1 – 3 | 4 – 0 | 2 – 1 |       | 2 – 3 | 2 – 0 | 1 – 2 |
| Wilhelmina | 1 – 1 | 5 – 1 | 4 – 2 | 6 – 3 | 9 – 3 | 2 – 2 | 1 – 1 | 2 – 0 | 6 – 0 | 3 – 3 | 2 – 0 |       | 4 – 0 | 5 – 1 |
| Zeist      | 6 – 0 | 3 – 0 | 2 – 1 | 3 – 0 | 1 – 0 | 0 – 4 | 2 – 2 | 3 – 3 | 1 – 3 | 1 – 3 | 0 – 3 | 6 – 5 |       | 2 – 3 |
| ZFC        | 5 – 2 | 3 – 0 | 1 – 0 | 2 – 0 | 2 – 0 | 1 – 1 | 2 – 0 | 6 – 1 | 4 – 0 | 0 – 0 | 0 – 0 | 3 – 3 | 4 – 0 |       |

### Topscorers
| #  | Naam               | Club       | Goal |
| -- | ------------------ | ---------- | ---- |
| 1. | Teus van Rheenen   | Zeist      | 30   |
| 2. | Cor Kat            | ZFC        | 24   |
| 3. | Harry van Overdijk | Wilhelmina | 19   |
| 4. | Ben van der Plas   | Wilhelmina | 18   |
| 5. | Rinus Bennaars     | DOSKO      | 17   |
| 6. | Theo Borsten       | Wilhelmina | 16   |
| 6. | Cor van der Zeeuw  | UVS        | 16   |
| 8. | Jo de Leest        | De Valk    | 15   |
| 8. | Evert Pluim        | Hilversum  | 15   |
| 8. | Geert Princen      | Wilhelmina | 15   |

## Tweede divisie B
In de Tweede divisie B speelden de ploegen die in het seizoen 1956/57 in de Tweede divisie A waren uitgekomen. Uitzondering waren SC NEC, dat in het vorige seizoen ook al in de Tweede divisie B was ingedeeld, en Leeuwarden, dat was gepromoveerd naar de Eerste divisie.
Heracles werd op de voorlaatste competitieronde kampioen door met 7-0 de Zwolsche Boys te verslaan. Enschedese Boys en Go Ahead, in seizoen 1956/57 nog in de onderste regionen, waren de grootste concurrenten voor Heracles.
| Club            | Plaats       | Accommodatie           | Capaciteit | Trainer                                |
| --------------- | ------------ | ---------------------- | ---------- | -------------------------------------- |
| Be Quick        | Groningen    | Esserberg              | 18.000     | Péter Szabó                            |
| Enschedese Boys | Enschede     | Heekpark               | 25.000     | Hermann Stennull                       |
| Go Ahead        | Deventer     | Vetkampstraat          | 10.000     | Gilbert Richmond                       |
| Heerenveen      | Heerenveen   | Gemeentelijk Sportpark | 12.000     | Volgert Ris                            |
| Heracles        | Almelo       | Bornsestraat           | 25.000     | Jan Bijl                               |
| N.E.C.          | Nijmegen     | Goffertstadion         | 29.000     | Karel ter Horst Fons Lodenstijn (a.i.) |
| Oldenzaal       | Oldenzaal    | Het Heuveltje          | 6.000      | Thim van der Laan                      |
| Oosterparkers   | Groningen    | Oosterpark             | 15.000     | Teun Prins                             |
| PEC             | Zwolle       | Gemeentelijk Sportpark | 15.000     | Jan de Roos & Piet Vogelzang           |
| Rheden          | Rheden       | Thomassen-terrein      | 8.500      | Jo Jansen                              |
| Tubantia        | Hengelo      | Veldwijk               | 30.000     | Jan van Asten                          |
| Veendam         | Veendam      | De Langeleegte         | 13.000     | Wim de Bois                            |
| Velocitas       | Groningen    | Stadspark              | 10.000     | Eef Ruisch                             |
| Zwartemeer      | Klazienaveen | Mr. Ovingstraat        | 8.000      | Joep Brandes                           |
| Zwolsche Boys   | Zwolle       | De Vrolijkheid         | 10.000     | Arend Gerrits                          |

### Eindstand
| pos | club            | gs | w  | g | v  | pnt | dv | dt | ds  |
| --- | --------------- | -- | -- | - | -- | --- | -- | -- | --- |
| 1.  | Heracles        | 28 | 23 | 1 | 4  | 47  | 85 | 33 | 52  |
| 2.  | Enschedese Boys | 28 | 20 | 3 | 5  | 43  | 73 | 27 | 46  |
| 3.  | Go Ahead        | 28 | 16 | 9 | 3  | 41  | 74 | 36 | 38  |
| 4.  | Rheden          | 28 | 13 | 3 | 12 | 29  | 54 | 46 | 8   |
| 5.  | N.E.C.          | 28 | 11 | 6 | 11 | 28  | 48 | 50 | -2  |
| 6.  | Veendam         | 28 | 11 | 5 | 12 | 27  | 55 | 53 | 2   |
| 7.  | Tubantia        | 28 | 9  | 8 | 11 | 26  | 46 | 50 | -4  |
| 8.  | Zwartemeer      | 28 | 9  | 8 | 11 | 26  | 55 | 72 | -17 |
| 9.  | Oldenzaal       | 28 | 10 | 5 | 13 | 25  | 50 | 49 | 1   |
| 10. | Heerenveen      | 28 | 10 | 4 | 14 | 24  | 45 | 60 | -15 |
| 11. | Velocitas       | 28 | 8  | 7 | 13 | 23  | 48 | 56 | -8  |
| 12. | PEC             | 28 | 10 | 3 | 15 | 23  | 47 | 67 | -20 |
| 13. | Be Quick        | 28 | 7  | 8 | 13 | 22  | 49 | 70 | -21 |
| 14. | Zwolsche Boys   | 28 | 7  | 5 | 16 | 19  | 43 | 75 | -32 |
| 15. | Oosterparkers   | 28 | 7  | 3 | 18 | 17  | 42 | 70 | -28 |

### Legenda
| Kleur | Kwalificatie voor               |
| ----- | ------------------------------- |
|       | Promotie naar de Eerste divisie |

### Uitslagen
|                 | BQU   | ENB   | GOA   | HEE   | HER   | NEC   | OLD   | OOS   | PEC   | RHE   | TUB   | VEE   | VEL   | ZWA   | ZBO   |
| --------------- | ----- | ----- | ----- | ----- | ----- | ----- | ----- | ----- | ----- | ----- | ----- | ----- | ----- | ----- | ----- |
| Be Quick        |       | 0 – 4 | 1 – 1 | 0 – 3 | 1 – 2 | 6 – 2 | 0 – 0 | 1 – 2 | 3 – 6 | 3 – 2 | 1 – 2 | 2 – 1 | 3 – 3 | 1 – 1 | 0 – 3 |
| Enschedese Boys | 8 – 0 |       | 1 – 1 | 0 – 1 | 3 – 0 | 4 – 3 | 2 – 1 | 1 – 0 | 5 – 0 | 3 – 0 | 0 – 2 | 1 – 0 | 3 – 1 | 4 – 1 | 3 – 1 |
| Go Ahead        | 1 – 1 | 1 – 1 |       | 1 – 2 | 3 – 2 | 4 – 2 | 3 – 2 | 4 – 0 | 4 – 2 | 4 – 0 | 1 – 1 | 6 – 2 | 2 – 1 | 6 – 1 | 5 – 1 |
| Heerenveen      | 2 – 5 | 0 – 4 | 1 – 3 |       | 2 – 3 | 3 – 5 | 1 – 0 | 8 – 3 | 2 – 1 | 1 – 2 | 5 – 4 | 1 – 1 | 1 – 0 | 3 – 3 | 1 – 4 |
| Heracles        | 5 – 1 | 4 – 0 | 3 – 2 | 4 – 0 |       | 3 – 2 | 2 – 2 | 6 – 0 | 4 – 0 | 1 – 3 | 2 – 1 | 0 – 2 | 1 – 0 | 5 – 4 | 7 – 0 |
| N.E.C.          | 5 – 2 | 2 – 1 | 1 – 1 | 1 – 1 | 0 – 3 |       | 3 – 3 | 1 – 0 | 2 – 0 | 3 – 0 | 2 – 0 | 0 – 0 | 2 – 0 | 3 – 2 | 2 – 1 |
| Oldenzaal       | 2 – 0 | 0 – 2 | 2 – 2 | 0 – 1 | 0 – 3 | 1 – 3 |       | 1 – 6 | 3 – 2 | 3 – 1 | 1 – 2 | 4 – 1 | 4 – 1 | 7 – 1 | 8 – 2 |
| Oosterparkers   | 0 – 2 | 2 – 3 | 1 – 3 | 3 – 4 | 1 – 6 | 2 – 1 | 1 – 0 |       | 5 – 1 | 2 – 4 | 1 – 1 | 3 – 4 | 2 – 4 | 2 – 2 | 3 – 0 |
| PEC             | 1 – 1 | 3 – 1 | 1 – 1 | 1 – 0 | 0 – 4 | 2 – 1 | 0 – 1 | 1 – 0 |       | 2 – 1 | 2 – 1 | 4 – 3 | 2 – 4 | 3 – 0 | 4 – 4 |
| Rheden          | 1 – 1 | 0 – 5 | 5 – 2 | 4 – 0 | 0 – 1 | 3 – 0 | 4 – 1 | 3 – 0 | 3 – 1 |       | 5 – 0 | 0 – 1 | 2 – 2 | 1 – 2 | 0 – 0 |
| Tubantia        | 3 – 3 | 0 – 5 | 0 – 2 | 0 – 0 | 0 – 3 | 0 – 0 | 3 – 0 | 1 – 1 | 1 – 3 | 0 – 2 |       | 4 – 0 | 4 – 2 | 6 – 1 | 2 – 2 |
| Veendam         | 4 – 2 | 2 – 3 | 1 – 1 | 1 – 0 | 2 – 3 | 2 – 1 | 0 – 2 | 4 – 0 | 2 – 1 | 3 – 2 | 2 – 3 |       | 2 – 2 | 5 – 2 | 8 – 0 |
| Velocitas       | 1 – 2 | 1 – 2 | 1 – 3 | 2 – 1 | 2 – 4 | 3 – 0 | 2 – 0 | 1 – 0 | 2 – 1 | 0 – 1 | 2 – 2 | 3 – 1 |       | 3 – 3 | 2 – 2 |
| Zwartemeer      | 5 – 1 | 1 – 1 | 0 – 6 | 2 – 1 | 0 – 1 | 1 – 1 | 1 – 2 | 3 – 1 | 5 – 2 | 3 – 1 | 2 – 1 | 1 – 1 | 1 – 1 |       | 3 – 2 |
| Zwolsche Boys   | 0 – 6 | 0 – 3 | 0 – 1 | 3 – 0 | 2 – 3 | 2 – 0 | 0 – 0 | 0 – 1 | 4 – 1 | 2 – 4 | 0 – 2 | 2 – 0 | 5 – 2 | 1 – 4 |       |

### Topscorers
| #  | Naam               | Club            | Goal |
| -- | ------------------ | --------------- | ---- |
| 1. | Joop Schuman       | Heracles        | 40   |
| 2. | Willy Mos          | Go Ahead        | 28   |
| 3. | Tonny Roosken      | Zwartemeer      | 23   |
| 4. | Pierre Kerkhoffs   | Enschedese Boys | 20   |
| 4. | Gerrit Nijsink     | Enschedese Boys | 20   |
| 4. | Klaas van der Veen | Velocitas       | 20   |
| 7. | Ben Zweers         | Rheden          | 19   |
| 8. | Moises Bicentini   | N.E.C.          | 16   |
| 8. | Ap Bosveld         | Rheden          | 16   |
| 8. | Wim Perik          | Tubantia        | 16   |

## Voetnoten
1956/57 · 
1957/58 · 
1958/59 · 
1959/60 · 
1960/61 · 
1961/62 · 
1962/63 · 
1963/64 · 
1964/65 · 
1965/66 · 
1966/67 · 
1967/68 · 
1968/69 · 
1969/70 · 
1970/71 · 
2016/17 · 
2017/18 · 
2018/19 ·
2019/20 ·
2020/21 ·
2021/22 ·
2022/23 ·
2023/24 ·
2024/25 ·
2025/26